# 2016–2017-es SEHA-liga
A 2016–2017-es SEHA-liga kézilabda-bajnokság a SEHA-liga hatodik kiírása volt. A bajnokságban hét ország tíz csapata vett részt, a címvédő az előző két kiírás győztese a Telekom Veszprém KC volt.
A Final Fourt a liga történetében először Fehéroroszországban rendezték, a Meskov Breszt csapat otthonában. A Final Fourba ugyanaz a négy csapat jutott be, mint az előző két kiírásban és a döntő párosítása is megegyezett az előző évi döntőével. A döntőt a sorozatot korábban egyaránt kétszer-kétszer megnyerő macedón Vardar és a Telekom Veszprém vívta, amelyet ezúttal a macedón csapat nyert meg, története során harmadszor.
A Telekom Veszprémnek ez volt a harmadik szezonja a SEHA-ligában.

## Lebonyolítás
A tíz csapat az alapszakaszban oda-visszavágós körmérkőzésben játszott. A tabella számításánál a győzelemért három pont jár, a döntetlenért egy. Az alapszakasz végén az első négy helyezett jutott be a Final Fourba.

### Csapatok
| Ország              | Csapat                | Város    | Csarnok (befogadóképesség)                |
| ------------------- | --------------------- | -------- | ----------------------------------------- |
| Fehéroroszország    | Meskov Breszt         | Breszt   | Universal Sports Complex Victoria (3 740) |
| Bosznia-Hercegovina | Izviđač CO            | Ljubuški | Ljubuški Sports Hall (4 000)              |
| Horvátország        | PPD Zagreb            | Zágráb   | Arena Zagreb (16 800)                     |
| Horvátország        | Nexe                  | Našice   | Sportska dvorana (2 500)                  |
| Magyarország        | Telekom Veszprém KC   | Veszprém | Veszprém Aréna (5 096)                    |
| Macedónia           | Vardar                | Szkopje  | Jane Sandanski Arena (6 000)              |
| Macedónia           | Metalurg              | Szkopje  | Avtokomanda Sports Hall (2 000)           |
| Szlovákia           | Tatran Prešov         | Eperjes  | City Hall Prešov (4 000)                  |
| Szlovénia           | Gorenje Velenje       | Velenje  | Red Hall (2 500)                          |
| Szlovénia           | Celje Pivovarna Laško | Celje    | Zlatorog Arena (5 500)                    |

## Alapszakasz

### Tabella
| #   | Csapat                | M  | GY | D | V  | G+ – G– | GK   | P                          | Megjegyzések |
| --- | --------------------- | -- | -- | - | -- | ------- | ---- | -------------------------- | ------------ |
| 1.  | Vardar                | 18 | 15 | 2 | 1  | 599–510 | +89  | 47 \|rowspan=4\|Final Four |              |
| 2.  | Telekom Veszprém      | 18 | 14 | 2 | 2  | 521–458 | +63  | 44                         |              |
| 3.  | Meskov Breszt         | 18 | 11 | 2 | 5  | 552–500 | +52  | 35                         |              |
| 4.  | PPD Zagreb            | 18 | 11 | 1 | 6  | 496–469 | +27  | 34                         |              |
| 5.  | Celje Pivovarna Laško | 18 | 11 | 0 | 7  | 561–545 | +16  | 33                         |              |
| 6.  | Gorenje Velenje       | 18 | 6  | 0 | 12 | 501–520 | −19  | 18                         |              |
| 7.  | Nexe                  | 18 | 5  | 3 | 10 | 493–523 | −30  | 18                         |              |
| 8.  | Metalurg              | 18 | 5  | 2 | 11 | 453–472 | −19  | 17                         |              |
| 9.  | Tatran Prešov         | 18 | 4  | 1 | 13 | 469–548 | −79  | 13                         |              |
| 10. | Izviđač CO            | 18 | 1  | 1 | 16 | 503–603 | −100 | 4                          |              |

Utolsó frissítés: 2017. március 16. 
Forrás: http://www.seha-liga.com/tablica 
A rangsorolás alapszabályai: 1. összpontszám, 2. egymás elleni eredmények összpontszáma, 3. egymás elleni eredmények gólkülönbsége, 4. egymás elleni eredmények szerzett góljainak száma, 5. gólkülönbség, 6. szerzett gólok száma.
(B): Bajnokcsapat, (K): Kieső csapat, (F): Feljutó csapat, (I): Kupainduló, (R): A rájátszás győztese, (KGY): Kupagyőztes

### Eredmények
| Hazai \ Vendég1       | MES   | IZV   | ZAG   | NEX   | VESZ  | VAR   | MET   | TAT   | GOR   | CEL   |
| Meskov Breszt         |       | 40–29 | 28–28 | 37–29 | 16–19 | 30–35 | 31–26 | 33–25 | 26–24 | 36–29 |
| Izviđač CO            | 26–34 |       | 26–28 | 27–30 | 25–31 | 27–33 | 24–24 | 33–28 | 32–36 | 31–32 |
| PPD Zagreb            | 25–31 | 34–29 |       | 28–22 | 27–23 | 28–26 | 29–20 | 27–22 | 28–21 | 28–27 |
| Nexe                  | 28–27 | 39–29 | 23–25 |       | 29–29 | 27–30 | 27–22 | 25–31 | 29–27 | 26–35 |
| Telekom Veszprém      | 31–30 | 36–31 | 28–25 | 27–23 |       | 28–28 | 33–21 | 32–28 | 36–27 | 32–25 |
| Vardar                | 34–34 | 42–30 | 32–31 | 37–29 | 29–22 |       | 31–29 | 38–21 | 40–32 | 33–31 |
| Metalurg              | 24–25 | 36–22 | 25–22 | 25–25 | 20–23 | 24–25 |       | 27–21 | 28–25 | 23–25 |
| Tatran Prešov         | 25–30 | 27–25 | 30–25 | 29–29 | 18–26 | 29–35 | 27–33 |       | 34–30 | 25–31 |
| Gorenje Velenje       | 34–37 | 31–24 | 27–26 | 24–20 | 27–31 | 29–31 | 23–18 | 30–19 |       | 26–27 |
| Celje Pivovarna Laško | 29–27 | 42–33 | 29–32 | 34–33 | 29–34 | 29–40 | 34–28 | 39–30 | 34–28 |       |

Utolsó felvett mérkőzés dátuma: 2017. március 16. 
Forrás: SEHA-liga 
1A hazai csapatok a bal oldali oszlopban szerepelnek.
Színek: Zöld = hazai győzelem; Sárga = döntetlen; Piros = vendéggyőzelem.
 

## Final Four
A Final Four helyszínéről az alapszakasz lezárultával döntöttek 2017. március 20-án. A Final Fourt a Meskov Breszt otthonában Bresztben, a Sport Palace Victoria sportcsarnokban rendezték.
A Final Four legértékesebb játékosa a győztes csapat irányítója, Joan Cañellas lett.
|  |               |                  |                  |                  |    |        |        |       |
|  | Elődöntők     | Elődöntők        | Elődöntők        |                  |    | Döntő  | Döntő  | Döntő |
|  | Elődöntők     | Elődöntők        | Elődöntők        |                  |    | Döntő  | Döntő  | Döntő |
|  | április 7.    |                  |                  |                  |    |        |        |       |
|  |               |                  |                  |                  |    |        |        |       |
|  | 1.            | Vardar           | 36               |                  |    |        |        |       |
|  | 1.            | Vardar           | 36               | április 9.       |    |        |        |       |
|  | 4.            | PPD Zagreb       | 28               |                  |    |        |        |       |
|  | 4.            | PPD Zagreb       | 28               |                  |    | Vardar | Vardar | 26    |
|  | április 7.    |                  |                  |                  |    | Vardar | Vardar | 26    |
|  |               |                  | Telekom Veszprém | Telekom Veszprém | 21 |        |        |       |
|  | 2.            | Telekom Veszprém | Telekom Veszprém | Telekom Veszprém | 21 | 33     |        |       |
|  | 2.            | Telekom Veszprém |                  |                  |    |        |        |       |
|  | 3.            | Meskov Breszt    | 31               |                  |    |        |        |       |
|  | 3.            | Meskov Breszt    | 31               | Bronzmérkőzés    |    |        |        |       |
|  |               |                  |                  |                  |    |        |        |       |
|  | április 9.    |                  |                  |                  |    |        |        |       |
|  |               |                  |                  |                  |    |        |        |       |
|  | PPD Zagreb    | PPD Zagreb       | 19               |                  |    |        |        |       |
|  | PPD Zagreb    | PPD Zagreb       | 19               |                  |    |        |        |       |
|  | Meskov Breszt | Meskov Breszt    | 23               |                  |    |        |        |       |
|  | Meskov Breszt | Meskov Breszt    | 23               |                  |    |        |        |       |

### Elődöntők
| 2017. április. 7. 17:30 | Vardar Szkopje | 36–28       | PPD Zagreb | Sport Palace Victoria, Breszt Nézőszám: 2700 Játékvezetők: Nabokao, Kulik (BLR) |
| 2017. április. 7. 17:30 | Čupić 8        | (19–12)     | Horvat 8   | Sport Palace Victoria, Breszt Nézőszám: 2700 Játékvezetők: Nabokao, Kulik (BLR) |
| 2017. április. 7. 17:30 | 7× 2×          | Jegyzőkönyv | 5× 3×      | Sport Palace Victoria, Breszt Nézőszám: 2700 Játékvezetők: Nabokao, Kulik (BLR) |

| 2017. április. 7. 20:00 | Telekom Veszprém | 29–29       | Meskov Breszt | Sport Palace Victoria, Breszt Nézőszám: 3325 Játékvezetők: Mandak, Rudinsky (SVK) |
| 2017. április. 7. 20:00 | Ilić 7           | (14–14)     | Stojković 9   | Sport Palace Victoria, Breszt Nézőszám: 3325 Játékvezetők: Mandak, Rudinsky (SVK) |
| 2017. április. 7. 20:00 | 4× 3×            | Jegyzőkönyv | 4× 3×         | Sport Palace Victoria, Breszt Nézőszám: 3325 Játékvezetők: Mandak, Rudinsky (SVK) |
| 2017. április. 7. 20:00 | Büntetőpárbaj:   |             |               | Sport Palace Victoria, Breszt Nézőszám: 3325 Játékvezetők: Mandak, Rudinsky (SVK) |
| 2017. április. 7. 20:00 | 4–2              |             |               | Sport Palace Victoria, Breszt Nézőszám: 3325 Játékvezetők: Mandak, Rudinsky (SVK) |

### Bronzmérkőzés
| 2017. április. 9. 17:30 | Meskov Breszt | 23–19       | PPD Zagreb         | Sport Palace Victoria, Breszt Nézőszám: 3375 Játékvezetők: Nachevski, Nikolov (MKD) |
| 2017. április. 9. 17:30 | Stojković 4   | (14–10)     | Horvat, Marković 5 | Sport Palace Victoria, Breszt Nézőszám: 3375 Játékvezetők: Nachevski, Nikolov (MKD) |
| 2017. április. 9. 17:30 | 1× 3×         | Jegyzőkönyv | 2× 3×              | Sport Palace Victoria, Breszt Nézőszám: 3375 Játékvezetők: Nachevski, Nikolov (MKD) |

### Döntő
| 2017. április. 9. 20:00 | Vardar Szkopje       | 26–21       | Telekom Veszprém | Sport Palace Victoria, Breszt Nézőszám: 2750 Játékvezetők: Gubica, Milošević (CRO) |
| 2017. április. 9. 20:00 | Cañellas, Gyibirov 5 | (11–11)     | Ilić 5           | Sport Palace Victoria, Breszt Nézőszám: 2750 Játékvezetők: Gubica, Milošević (CRO) |
| 2017. április. 9. 20:00 | 4× 3×                | Jegyzőkönyv | 4× 3×            | Sport Palace Victoria, Breszt Nézőszám: 2750 Játékvezetők: Gubica, Milošević (CRO) |

## Statisztikák

### All-Star csapat
Az alapszakasz végén a vezetőedzők megválasztották a bajnokság legjobb játékosait.
- Kapus:  Ivan Stevanović
- Jobbszélső:  Blaž Janc
- Jobbátlövő:  Dainis Krištopāns
- Irányító:  Luka Cindrić
- Beállós:  Rastko Stojković
- Balátlövő:  Momir Ilić
- Balszélső:  Tyimur Gyibirov

- Legjobb védőjátékos:  Ilija Abutović
- Legjobb edző:  Raúl González Gutiérrez